# Töddenhandel
Der Töddenhandel als besondere Form des Hollandgangs war im 17. und 18. Jahrhundert Bestandteil eines Warenhandelssystems, des Nordseesystems, das sich bis ins Baltikum erstreckte.

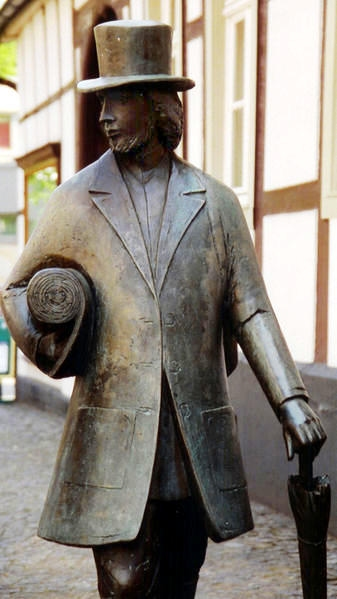
Tüötten-Figur von Anne Daubenspeck-Focke (1988) in Mettingen

Tödden, auch Tüötten oder Tiötten genannt, waren saisonal wandernde Kaufleute und Hausierer aus Westfalen und angrenzenden Regionen, die insbesondere das in ländlich-häuslichen Betrieben während des Winters hergestellte Leinen im folgenden Sommer erst in den Niederlanden (ugs. Holland) und dann in ganz Nordeuropa, von England bis Riga verkauften. Der Name Tödden soll nach einer Lesart aus dem Niederländischen kommen und Tauschen, Handeln bedeuten. In einer anderen Lesart soll sich der Begriff von niederdeutsch tödden ‚schleppen‘, ‚ziehen‘, ‚schwer bepackt dahertrotten‘ ableiten. Die analogen Namen Tüötten oder Tiötten sind aus örtlich verschiedenen Aussprachen entstanden.

## Entstehung des Töddenhandels
Der Handel begann als Tauschhandel nach dem Dreißigjährigen Krieg, als nachgeborene Bauernsöhne sich in Holland als Torfstecher und in der Landwirtschaft verdingten und sich durch Verkauf von überzähligen Leinenrollen ein Zubrot verdienen wollten. Die Holländer nutzten das schwere, feste Leinen als Segeltuch für ihre Segelschiffe und für wetterfeste Kleidung. Einige Wanderarbeiter stellten schnell fest, dass sich mit dem Handel einfacher und mehr Geld verdienen ließ als mit der schweren landwirtschaftlichen Arbeit. So entwickelte sich ein lebhafter Handel zunächst mit Garnen und Geweben. Später kamen auch Metallwaren hinzu.
Das Aufblühen des Töddensystems stand in ursächlichem Zusammenhang mit der Freihandelspolitik der Niederlande. Begünstigt wurde das Töddenwesen in der Grafschaft Lingen vor allem durch die vorhandenen Fernstraßen. Mit Erschließung immer neuer Absatzgebiete im übrigen Nordeuropa und der starken Nachfrage nach Tuchen entstand in den Heimatorten der Tödden ein gewisser Wohlstand. Hier existieren noch heute etliche Töddenhäuser.  Das Handelsvolumen muss nach neuerer Forschung beachtlich gewesen sein.

## Das Töddensystem

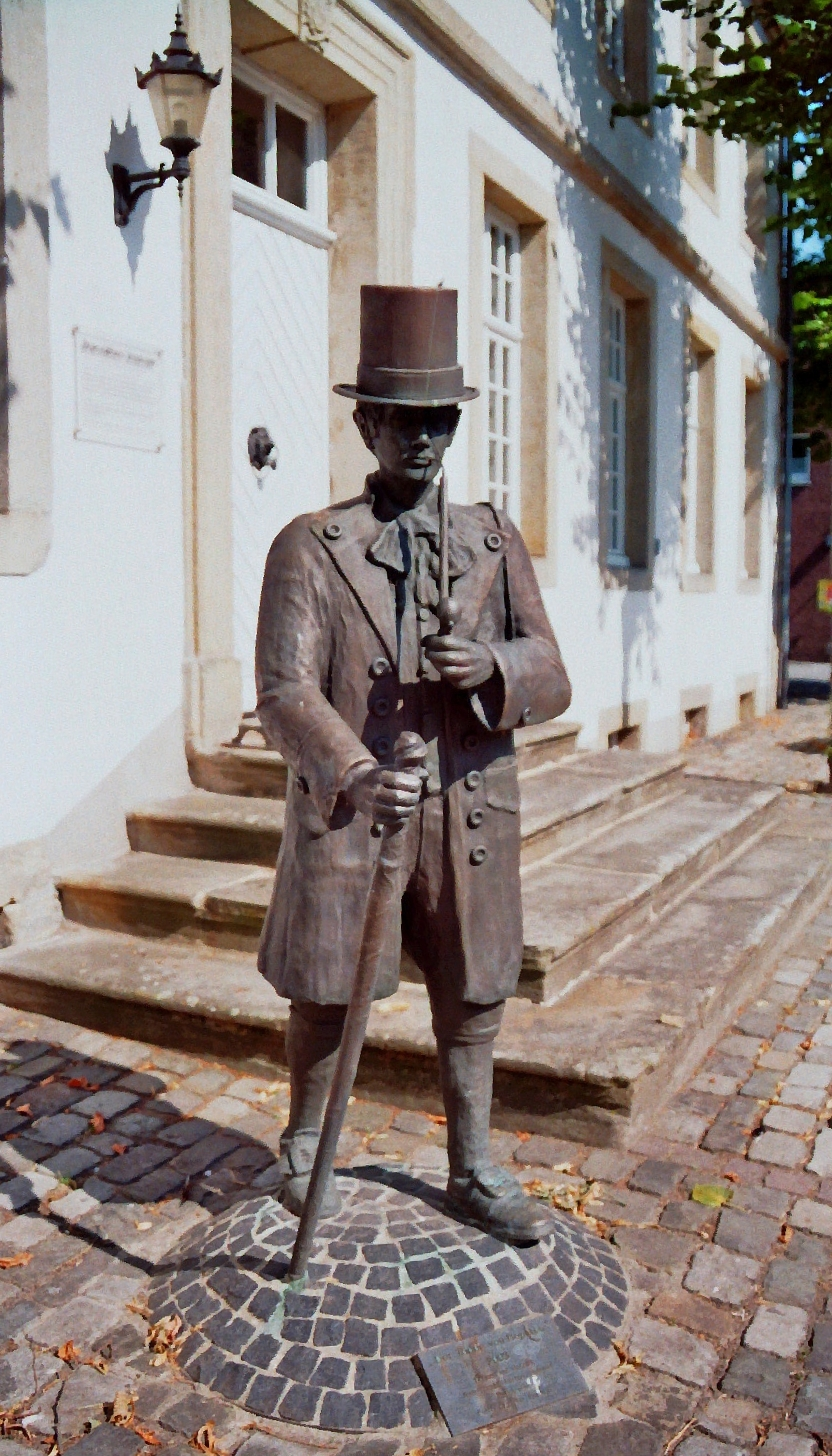
„Der Tödde von Hopsten“

Wappen von Alt-Hopsten

Man kann von einem regelrechten „Töddensystem“, das straff durchorganisiert war, sprechen: Jeder Tödde hatte sein bestimmtes Absatzgebiet und damit einen festen Kundenstamm. Die Tödden waren eine mehr oder weniger in sich geschlossene Gesellschaft, sie verwendeten sogar eine eigene, nur unter ihren männlichen Mitgliedern bekannte und benutzte Sprache, das Bargunsch oder Humpisch. Es bildete sich schließlich eine Produktspezialisierung mit arbeitsteilig organisierter Schichtung in Großhändler und Verkäufer vor Ort heraus. Zwischen den Herkunft- und Absatzgebieten entwickelten sich durch Heiraten familiäre und wirtschaftliche Verbindungen, die schließlich zu Handelsunternehmen mit festen wirtschaftlichen Organisationsformen, meist auf verwandtschaftlicher Basis, führten.
Westfälische Tödden waren vor allem im Tecklenburger Land in den Gemeinden Mettingen, Hopsten, Recke und Ibbenbüren beheimatet. Sie waren aber auch im nordmünsterländischen Rheine sowie im südlichen Westfalen, insbesondere in Winterberg tätig. Es gab ebenfalls Tödden in Schapen, Beesten, Freren, Messingen und Thuine, wie Konzessionsanträge, sonstige schriftliche Dokumente und Töddenhäuser belegen. Das Mettinger „Tüötten-Museum“ im Haus Telsemeyer ist der Geschichte des Töddenhandels und speziell den Lebensumständen der Mettinger Tüöttenfamilien gewidmet.
Einigen Wanderhändlern gelang es, in den jeweiligen Orten ansässig zu werden und in die Kaufmannschaft aufzusteigen. Die Entwicklung verlief somit vom ambulanten zum stationären Handel. Aus Töddengemeinschaften haben sich große, noch heute bekannte Handelshäuser wie C&A Brenninkmeijer (Brenninkmeyer), Hettlage, Boecker, Peek & Cloppenburg (P&C) oder Vroom & Dreesmann (V&D) entwickelt.

## Ende des Töddenhandels
Die größte Ausdehnung des Töddenhandels war im 18. Jahrhundert. Der Niedergang setzte nach 1818 ein. Das Ende der Kontinentalsperre veränderte die Wirtschaftslage. Die neu entstandenen Fabriken in England, die das Bedrucken von Kattun selbst besorgten, übernahmen auch das Sammeln und Transportieren der Tuchballen. Die Niederlassungen der Tödden begannen zu schrumpfen. Dieser Prozess wurde durch die neu entstehenden Eisenbahnen verstärkt, die eine größere Mobilität anboten und größere Mengen transportieren konnten.